# Neaspilota achilleae
Neaspilota achilleae es una especie de insecto del género Neaspilota de la familia Tephritidae del orden Diptera.
 Se encuentra en el Neártico como todas las especies del género.

## Historia
Johnson la describió científicamente por primera vez en el año 1900.